# Ruepisa
Ruepisa, także Ruebisa (dzong. རུས་སྦིས་ས་) – gewog w dystrykcie Wangdü Pʽodrang w Królestwie Bhutanu. Według spisu powszechnego z 2005 roku, gewog ten zamieszkiwało 1709 osób.
Gewog Ruepisa podzielony jest na 6 mniejszych jednostek zwanych chiwogami. Noszą one następujące nazwy: Bangtoedkha, Bjagphoog, Khothangkha, Gyala, Oola i Zamding.

## Demografia
Według Bhutańskiego Urzędu Statystycznego gewog ten zamieszkuje 809 mężczyzn i 900 kobiet (dane za rok 2005) w 353 domostwach. Stanowiło to 5,5% ludności dystryktu.